# Miluše Došková
Miluše Došková (*1953) je česká právnička, která působila v letech 2003–2023 jako soudkyně Nejvyššího správního soudu.
Vystudovala Právnickou fakultu Univerzity Karlovy v Praze. Působila jako prokurátorka na okresní, později na krajské prokuratuře. V roce 1994 byla jmenována soudkyní Krajského soudu v Ústí nad Labem, kde působila do roku 2002, kdy se stala soudkyní Vrchního soudu v Praze. Soudkyní Nejvyššího správního soudu byla od jeho založení v roce 2003. Po čtyři funkční období byla předsedkyní soudcovské rady Nejvyššího správního soudu. Jako soudkyně zpravodajka připravila na Nejvyššího správního soudu rozhodnutí v téměř třech tisících věcech. 
Je Právničkou roku 2022 v oboru správního práva.